# Đặng Thái Sơn
Đặng Thái Sơn (sinh ngày 2 tháng 7 năm 1958) là một nam nghệ sĩ dương cầm người Việt Nam. Ông nổi danh sau khi đoạt giải nhất cuộc thi piano quốc tế Frédéric Chopin lần thứ X (tháng 10 năm 1980) ở Warszawa (Ba Lan). Đó là lần đầu tiên một nghệ sĩ dương cầm châu Á đoạt giải nhất tại cuộc thi này.

## Tiểu sử
Đặng Thái Sơn sinh ra trong gia đình có truyền thống nghệ thuật, cha là nhà thơ, nhạc sĩ Đặng Đình Hưng còn mẹ là nghệ sĩ piano Thái Thị Liên. Ông có ba anh trai là Trần Thanh Bình, kiến trúc sư và hiện là Viện trưởng Viện Nghiên cứu thiết kế trường học của Bộ Giáo dục Đào tạo Việt Nam (con riêng của bà Liên), Đặng Hồng Quang (nhiều năm là Chủ nhiệm khoa Piano tại Nhạc viện thành phố Hồ Chí Minh), Đặng Hồng Thắng (đã mất) (con riêng của ông Hưng) và một chị gái Trần Bạch Thu Hà (con riêng bà Liên) cũng đi theo nghiệp dương cầm. Từ bé, Đặng Thái Sơn học piano với mẹ.
Năm 1965, ông bắt đầu học nhạc tại Nhạc viện Hà Nội (lúc đó dời sang huyện Yên Dũng, thuộc tỉnh Hà Bắc cũ, trong địa phận tỉnh Bắc Giang ngày nay, cách Hà Nội 70 cây số). Không sống gần cha nhiều nhưng ông chịu ảnh hưởng từ cha rất lớn.

## Sự nghiệp
Ông được nhạc sĩ dương cầm Isaac Katz khám phá vào năm 1974. Năm 1976, Đặng Thái Sơn được nhận vào học tại Nhạc viện Quốc gia Tchaikovsky ở Moskva, dưới sự hướng dẫn của Vladimir Natanson và Dmitry Alexandrovitch Bashkirov. 
Tại cuộc thi piano quốc tế Frédéric Chopin lần thứ X (1980), Đặng Thái Sơn là một trong 3 thí sinh tới từ Nhạc viện Tchaikovsky. Hai thí sinh kia là Tatyana Shebanova (người Nga) (đoạt giải nhì) và Ivo Pogorelich (người Nam Tư). Cuộc thi này đã trở nên nổi tiếng trong lịch sử cuộc thi piano Chopin không chỉ vì đây là lần đầu tiên một người châu Á đã đoạt giải nhất, mà còn vì vụ tai tiếng xảy ra với Ivo Pogorelić, người đã bị loại khỏi vòng 3 vì lối chơi khác thường. Việc loại Pogorelich đã khiến một ủy viên giám khảo, nữ danh cầm Martha Argerich (đồng thời là quán quân cuộc thi piano Chopin lần thứ VII) bỏ hội đồng giám khảo để phản đối sau khi tuyên bố bà "thấy xấu hổ vì làm ủy viên một hội đồng đã loại một thiên tài" . Vụ Pogorelich đã phần nào làm lu mờ giải nhất Chopin năm đó. Sau khi đoạt giải, Đặng Thái Sơn quay lại Moskva học tiếp và tốt nghiệp Nhạc viện Tchaikovky năm 1983. Sau khi tốt nghiệp, ông nhận lời mời sang giảng dạy tại Nhạc viện Kunitachi tại Tokyo (Nhật Bản).
Kể từ khi đoạt giải Chopin, ông đã trình diễn hầu như ở tất cả các phòng hòa nhạc nổi tiếng như Lincoln Center (New York), Jordan Hall (Boston), Barbican Centre (Luân Đôn), Salle Pleyel (Paris), Herkulessaal (München), Musikverein (Wien), Concertgebouw (Amsterdam), Opera House Sydney (Sydney) và Suntory Hall (Tokyo). Ông đã tham gia các dàn nhạc lớn như Orchestre Symphonique de Montréal, BBC Philharmonic, Praha Symphony Orchestra, Moskva Philharmonic Orchestra cũng như Virtuosi of Moscow, Wiener KammerOrchester, Orkiestra Filharmonii Narodowej w Warszawie và Sydney Symphony,... và đã thu âm tại Deutsche Grammophon, Melodia, Polskie Nagrania, CBS Sony và các hãng thu nhạc nổi tiếng khác.

## Vinh danh
Năm 1984, Đặng Thái Sơn là một trong những nghệ sĩ đầu tiên được trao tặng danh hiệu Nghệ sĩ nhân dân. Khi đó, ông mới 26 tuổi, và là nghệ sĩ nhân dân trẻ nhất khi được trao tặng danh hiệu này từ trước đến nay.
Sau 10 năm sống ở Nga (1977-1987), ông dạy nhạc tại Kunitachi Music College (Tokyo, Nhật Bản). Năm 1991, ông định cư tại Montréal, Canada và dạy ở Đại học Montréal. Từ năm 1995, cùng với mẹ, Đặng Thái Sơn đã nhập quốc tịch Canada. Tháng 10 năm 1999, ông đã dạy một khóa nhạc chuyên nghiệp ở Berlin cùng với Murray Perahia và Vladimir Davidovich Ashkenazy. Năm 1999, Đặng Thái Sơn là nghệ sĩ piano duy nhất không phải là người Ba Lan được mời đến dự buổi hòa nhạc nhân kỷ niệm 150 năm ngày mất của Frédéric Chopin. Từng là giám khảo trong nhiều cuộc thi âm nhạc, nhưng Đặng Thái Sơn cũng chính là người Á Đông đầu tiên được chọn vào ban giám khảo Concours Chopin năm 2005.
Những bài trình diễn của ông thường là những bản nhạc độc tấu dương cầm của Frédéric Chopin, hay là của những nhạc sĩ trường phái lãng mạn và ấn tượng, cũng như những bản nhạc hòa tấu dương cầm của hầu như tất cả những nhà soạn nhạc nổi tiếng (Beethoven, Chopin, Schumann, Grieg, Mozart, Rachmaninov,...).
Đặng Thái Sơn là một trong 3 nghệ sĩ toàn cầu được chọn để biểu diễn (cùng Lý Vân Địch người Trung Quốc và Garrick Ohlsson người Mỹ) tại Gala kỉ niệm 200 năm ngày sinh của Chopin tháng 3 năm 2010.

## Đời tư
Thái Sơn định cư tại Montreal, Canada từ năm 1991, hiện ông vẫn đang giảng dạy tại Đại học Montréal. Ông còn tham gia nhiều hoạt động tại Nga và Việt Nam: quyên góp tiền để ủng hộ xây dựng lại Nhạc viện Tchaikovsky vì bị hỏa hoạn; cùng một nhóm bạn người Nhật đã thành lập một quỹ từ thiện chủ yếu giúp đỡ Nhạc viện Hà Nội; cũng từ quỹ từ thiện này, Đặng Thái Sơn kêu gọi Chính phủ Nhật hỗ trợ sách nhạc, đàn,... cho một số trường tại Việt Nam. Hàng năm, ông thường về Việt Nam để tham gia vào các buổi hòa nhạc lớn.

## Danh sách đĩa nhạc
Album phòng thu
- Dang Thai Son Plays Chopin (1981)
- Concerti for Two Pianos (1984)
- Mozart Piano Concertos K.414 & K.467 (1984)
- Dang Thai Son Plays Chopin Favorites (1986)
- Chopin: Complete Nocturnes (1987)
- Chopin: 24 Préludes Op. 28 (1988)
- Chopin Préludes, Barcarolle Op.60 (1988)
- Chopin 19 Waltzes (1989)
- Debussy Preludes 1er Livre / Estampes (1990)
- Chopin Piano Concerto No.1 & No.2 (1992)
- Chopin 4 Ballades, Bolero Op.19, Tarantelle Op.4 (1994)
- Chopin 4 Impromptus, 4 Scherzos (1995)
- Ravel Pavane pour une infante défunte (1996)
- Chopin: Polonaise, Complete (1998)
- Chopin The Complete Sonatas (2001)
- Venetianisches Gondellied (2001)
- My Memories (2003)
- Chopin Piano Concertos 1 & 2 (2006)
- Tchaikovsky The Seasons (2007)
- Chopin Complete Mazurkas (2010)
- Chopin Nocturnes, Op. 9, 32, 37, 55 (2010), Steinway, D 578221
- Chopin Nocturnes, Op. 9, 32, 37, 55 (2010), Erard piano, 1849
- Schubert Piano Sonata No. 21 in B-Flat Major D960 Allegretto in C Minor D915 (2011)
- Paderewski: Piano Concerto / Danses Polonaises (2017)
- Schubert: Piano Sonata No. 21 in B-Flat Major D960 (2017)

## Buổi biểu diễn
- 2 và 3 tháng 6 năm 2024, Timeless Resonance – Thanh âm bất tận tại Nhà hát Lớn Hà Nội và Nhạc viện Thành phố Hồ Chí Minh.[5]
- 21 tháng 12 năm 2024, Dang Thai Son Returns tại Nhà hát Hồ Gươm, Hà Nội.[6]